# Тимезерит
Тимезерит (араб. تيمزريت‎, фр. Timezrit, кабильск. Timeẓrit) — коммуна на севере Алжира, на территории вилайета Бумердес, округа Иссер.

## Географическое положение
Коммуна находится в северной части вилайета, на высоте 747 метров над уровнем моря на площади 23 км2.
Коммуна расположена на расстоянии приблизительно 81 километра к востоку от столицы страны Алжира и в 46 километрах к востоку от административного центра вилайета Бумердеса.

## Демография
По состоянию на 2008 год население составляло 9 991 человек.
Динамика численности населения коммуны по годам:
| 1977  | 1987  | 1998   | 2008  |
| ----- | ----- | ------ | ----- |
| 5 294 | 8 817 | 10 699 | 9 991 |